# Iztok Božič
Iztok Božič, slovenski tenisač, * 27. september 1971, Maribor.
Božič je za Slovenijo nastopil na Poletnih olimpijskih igrah 1992 v Barceloni, kjer je skupaj z Blažem Trupejem izpadel v prvem krogu dvojic. 